# Allegra Poljak
Allegra Poljak (in serbo Аллегра Пољак?; Cattaro, 5 febbraio 1999) è una calciatrice serba, centrocampista del Madrid CFF e della nazionale serba.

## Carriera

### Club
Poljak, nata a Kotor (Cattaro in italiano), Montenegro, nel 1999, a quel tempo parte della Repubblica Federale di Jugoslavia, si appassiona fin da giovanissima al calcio, tesserandosi nel 2006 con il RMR Vojvodina di Novi Sad, imparando i fondamentali nella scuola calcio "Siniša Mihajlović", iniziando a giocare nelle formazioni giovanili miste mentre pratica anche l'atletica leggera. In seguito indossa, sempre a livello giovanile, le maglie delle sezioni femminili di Novi Bečej e Novi Sad.
Nella seconda metà della stagione 2013-2014, dopo aver compiuto 15 anni, si trasferisce allo Spartak Subotica, società con la quale viene ben presto viene aggregata alla prima squadra debuttando in Prva Ženska Liga, l'allora primo livello del campionato serbo femminile di calcio. Poljak si mette ben presto in luce, venendo dichiarata la giovane calciatrice più promettente per il 2014 dalla federcalcio serba. Nella stagione 2014-2015, con 25 gol segnati in 19 partite, vince la classifica di capocannoniere del campionato, contribuendo a conquistare il suo primo titolo di campione di Serbia, il quinto per la società, assieme alla Coppa di Serbia. Rimane legata alla società di Subotica fino al termine della stagione successiva, contribuendo a conquistare il sesto titolo di Campione di Serbia per lo Spartak, portando il suo personale tabellino a 42 reti siglate su 33 presenze. Grazie alla vittoria in campionato ha l'opportunità di fare il suo esordio in UEFA Women's Champions League l'11 agosto 2015, nella fase di qualificazione dell'edizione 2015-2016, nell'incontro vinto per 2-1 sulle portoghesi del CF Benfica. In quell'occasione Poljak disputa tutti i tre incontri del turno preliminare, siglando anche una doppietta nella vittoria per 3-0 sulle croate del Osijek, dove la sua squadra chiude il gruppo 6 imbattuta, accedendo ai sedicesimi di finale dove incontra le vicecampionesse di Germania del Wolfsburg. Scesa in campo da titolare, contribuisce a chiudere l'incontro casalingo di andata a reti involate ma la squadra deve cedere alle tedesche al ritorno, sconfitte con un netto 4-0.
Durante la sessione estiva di calciomercato 2017 coglie l'occasione per giocare il suo primo campionato all'estero, sottoscrivendo un accordo con il Ferencváros per giocare in Női Nemzeti Bajnokság I, livello di vertice del campionato ungherese. Nelle due stagioni con le biancoverdi di Budapest riesce a vincere prima la coppa d'Ungheria, aggiudicandosi nella successiva il double campionato-Coppa, congedandosi dalla società nell'estate 2019 con un tabellino di 27 reti su 32 presenze in campionato.
Finita l'esperienza in Ungheria decide di trasferirsi in un novo paese straniero, firmando per le spagnole del Granadilla Tenerife.

## Palmarès

### Club
- Campionato serbo: 2

Spartak Subotica: 2014-2015, 2015-2016
- Campionato ungherese: 1

Ferencváros: 2018-2019
- Coppa di Serbia femminile: 1

Spartak Subotica: 2014-2015
- Coppa d'Ungheria femminile: 2

Ferencváros: 2017-2018, 2018-2019